# Hakan Balta
Hakan Kadir Balta (ur. 23 marca 1983 w Berlinie Zachodnim) – turecki piłkarz występujący na pozycji lewego obrońcy.

## Kariera klubowa
Hakan Kadir Balta od 2000 roku trenował z drugim zespołem Herthy BSC, grającym w Oberlidze. W 2003 roku przeniósł się do Turcji, gdzie został zawodnikiem Manisasporu. W nowym klubie Balta zadebiutował 24 sierpnia 2003 roku w wygranym 4:0 meczu przeciwko Yozgatsporowi. W Vestel Manisaspor turecki obrońca od razu wywalczył sobie miejsce w podstawowej jedenastce i w debiutanckim sezonie rozegrał 26 meczów. Barwy „Tarzanlar” reprezentował łącznie przez ponad cztery sezony. W ich trakcie wystąpił w 116 spotkaniach i 19 razy wpisał się na listę strzelców.
Na początku rozgrywek 2007/2008 Balta podpisał kontrakt z Galatasaray SK. W nowym klubie zadebiutował 12 sierpnia 2007 roku w przegranym 3:1 pojedynku przeciwko Kayserisporowi. W meczu tym turecki piłkarz strzelił honorowego gola dla swojego zespołu. W ostatnim spotkaniu sezonu (zwycięstwo 2:0 z Gençlerbirliği) Balta także wpisał się na listę strzelców i przypieczętował tym samym zdobycie przez swoją drużynę mistrzostwa kraju.

## Kariera reprezentacyjna
W reprezentacji swojego kraju Balta zadebiutował 12 kwietnia 2006 roku w zremisowanym 1:1 meczu z Azerbejdżanem, kiedy to na boisku pojawił się w 46. minucie. W maju 2008 roku Fatih Terim powołał go do kadry drużyny narodowej na mistrzostwa Europy.